# المساعدة والتحريض (رواية)
المساعدة والتحريض (بالإنجليزية: Aiding and Abetting)‏ هي رواية للكاتبة الإسكتلندية موريل سبارك، نشرت عام 2000، لأول مرة عن دار نشر فايكنغ بريس.